# 土岐定経
土岐 定経（とき さだつね）は、上野国沼田藩の第3代藩主。沼田藩土岐家6代。

## 生涯
初代藩主・土岐頼稔の五男として田中に生まれる。宝暦5年（1755年）、兄の先代藩主・頼煕が嗣子無くして死去したため、その跡を継いだ。藩財政再建のために重税を領民に課そうとしたが、見取騒動が起こったため失敗に終わった。明和元年（1764年）2月に奏者番、同年6月に寺社奉行、天明元年（1781年）に大坂城代となった。
天明2年（1782年）8月20日、大坂にて55歳で死去し、跡を次男の頼寛が継いだ。

## 系譜
父母
- 土岐頼稔（実父）
- 土岐頼煕（養父） - 頼稔の長男

子女
- 土岐頼相
- 土岐頼寛（次男）
- 土岐定吉（三男）
- 土岐定富（五男）
- 土岐定考[1]
- 土岐頼布（七男）
- 井上正定継室
- 磯 - 松平定剛正室